# Publi Eli Tuberó
Publi Eli Tuberó (en llatí Publius Aelius Tubero) va ser un magistrat romà del segle ii aC.
Va ser elegit edil plebeu l'any 202 aC, però va renunciar junt amb el seu col·lega Luci Letori per algun defecte en els auspicis. El 201 aC va ser pretor, i va obtenir Sicília com a província. L'any 189 aC era un dels deu comissionats enviats a la província romana d'Àsia després de la derrota d'Antíoc III el Gran. El 177 aC va ser elegit altre cop pretor.